# Battaglia di Liegnitz (1760)
La battaglia di Liegnitz venne combattuta il 15 agosto 1760 nei pressi di Liegnitz in Slesia (oggi Legnica in Polonia) tra le forze del Regno di Prussia al comando del re Federico II e quelle della Monarchia asburgica agli ordini del generale Ernst Gideon von Laudon, nell'ambito dei più vasti eventi della guerra dei sette anni.
Nel tentativo di sottrarsi all'accerchiamento da parte dell'armata austriaca del maresciallo Leopold Joseph Daun, grande il triplo della sua, Federico si imbatté nel contingente di von Laudon che tentava di bloccare la via di ritirata dei prussiani dal loro accampamento posto nelle vicinanze di Liegnitz: nel corso di un feroce scontro dagli esiti alterni, i prussiani riuscirono a respingere gli attacchi austriaci e a lanciare un vittorioso contrattacco che obbligò von Laudon, lasciato senza appoggi da Daun, a ritirarsi; con il cammino sgombro i prussiani poterono quindi completare la loro manovra di ripiegamento, sottraendosi al tentativo di accerchiamento lanciato da Daun.

## Antefatti
L'anno 1759 era stato molto duro per il Regno di Prussia, impegnato in una guerra senza quartiere contro tutte le principali potenze continentali europee coalizzate tra di loro:  la pesante sconfitta riportata da Federico II nella battaglia di Kunersdorf il 12 agosto 1759 contro le forze congiunte di Austria e Russia aveva lasciato semidistrutto l'esercito prussiano e consentito ai coalizzati di liberare dall'occupazione prussiana gran parte dell'Elettorato di Sassonia e in particolare la sua capitale, Dresda; gli austro-russi si trovarono in una buona posizione per vibrare un colpo decisivo contro i prussiani marciando su Berlino, ma le pesanti perdite patite a Kunersdorf, le grosse difficoltà logistiche e in generale una mancanza di collaborazione tra i coalizzati portarono infine alla decisione di rinunciare alla marcia sulla capitale prussiana e a predisporre una ritirata verso i rispettivi quartieri invernali, fatto salutato dai prussiani come il "Miracolo della casata di Brandeburgo". Federico II si diede da fare per ricostruire il suo esercito e tentare una controffensiva prima che l'inverno ponesse uno stop forzato alle operazioni belliche, ma il tentativo prussiano di riconquistare la Sassonia si concluse con una nuova disfatta riportata nella battaglia di Maxen il 21 novembre 1759 dal generale Friedrich August von Finck, caduto prigioniero nelle mani degli austriaci con gran parte delle sue forze.
La ripresa delle ostilità nel 1760 fu accompagnata da nuovi insuccessi per i prussiani: il 23 giugno 1760 le forze prussiane del generale Enrico Augusto de la Motte Fouqué subirono una pesante disfatta nella battaglia di Landeshut in Slesia ad opera degli austriaci del generale Ernst Gideon von Laudon, che il 26 luglio seguente portarono alla capitolazione la fortezza prussiana di Glatz al termine di un breve assedio. Dopo aver inutilmente atteso un'entrata in guerra contro l'Austria dell'Impero ottomano, l'avanzata austriaca in Slesia convinse Federico a lasciare i suoi quartieri invernali a Großdobritz il 3 luglio per tentare una controffensiva in Sassonia: il 13 luglio Federico pose l'assedio alla guarnigione austriaca di Dresda, non esitando a sottoporre la città a un pesante bombardamento d'artiglieria che la lasciò semidistrutta. Dopo appena due settimane, tuttavia, il 22 luglio Federico dovette abbandonare l'assedio a causa dell'avvicinarsi alla città della grossa armata austriaca del maresciallo Leopold Joseph Daun, grande il doppio delle forze prussiane; le due armate ingaggiarono una serie di schermaglie nelle vicinanze di Dresda prima che Federico decidesse di rompere il contatto e di dirigere a est verso la Slesia, dove i coalizzati stavano guadagnando troppo terreno.
Dopo la caduta di Glatz, l'armata di von Laudon era avanzata verso nord alla volta della capitale slesiana di Breslavia, importante piazzaforte prussiana; questo obbligò l'armata del principe Enrico di Prussia a lasciare il presidio della linea del fiume Oder per accorrere in difesa della città, consentendo alle forze russe del generale Nikolaj Ivanovič Saltykov di varcare il corso d'acqua e di marciare in rinforzo degli austriaci. La necessità di impedire il ricongiungimento di russi e austriaci in Slesia spinse Federico ad affrettarsi a dirigere sulla regione, benché l'armata di Daun fosse ancora alle sue calcagna; mentre i prussiani sostavano a Bunzlau Daun li sopravanzò e si ricongiunse alle forze del generale von Laudon, mettendo assieme un'armata congiunta forte di 91 000 uomini (66 000 quelli di Daun, 25 000 quelli di von Laudon) in schiacciante superiorità numerica sulle truppe del sovrano prussiano che non ammontavano a più di 30 000 uomini. Nel tentativo di evadere dall'accerchiamento delle forze austriache Federico diresse verso l'area compresa tra Breslavia e Schweidnitz, dove contava di riunirsi all'armata del fratello Enrico, muovendo lungo la sponda settentrionale del fiume Katzbach; le forze austriache di Daun e von Laudon si trovavano invece sulla sponda meridionale del Katzbach, intente ad avanzare parallelamente all'armata prussiana.

## La battaglia

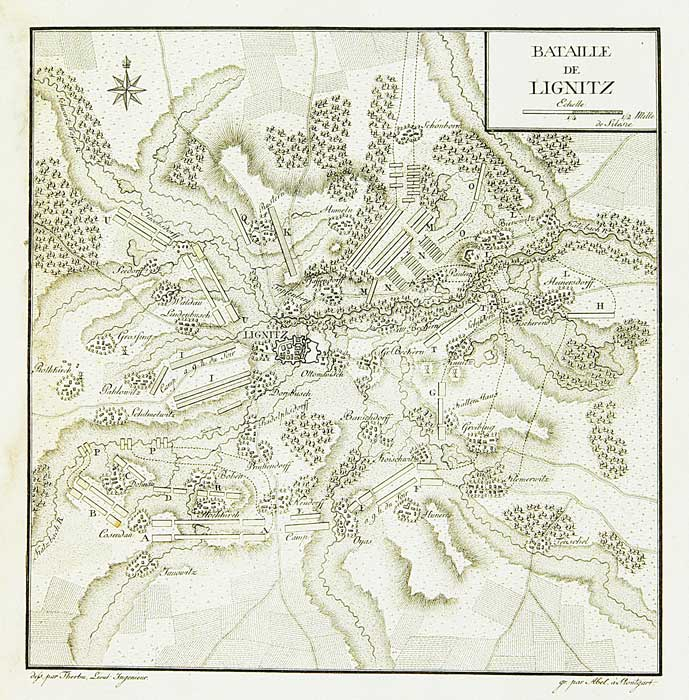
Carta della battaglia in una stampa del 1790

Il 14 agosto 1760 l'armata prussiana aveva stabilito il suo accampamento a occidente della cittadina di Liegnitz, sopra alcune colline a picco sul corso del Katzbach più a sud; Federico aveva inizialmente intenzione di attraversare il fiume in questa zona, ma decise successivamente di continuare lungo la sponda settentrionale del Katzbach fino alla cittadina di Parchwitz, vicina alla confluenza del corso d'acqua con l'Oder, e di effettuare lì l'attraversamento; i prussiani si misero quindi in marcia al tramonto del 14 agosto. Mentre le truppe si avviavano, un ufficiale irlandese disertore dell'esercito austriaco si avvincinò all'accampamento prussiano recando la notizia a Federico che le forze di Daun stavano muovendo per attaccarlo. Le intenzioni del maresciallo austriaco non sono del tutto chiare: convinto che i prussiani fossero ancora in osta sulle alture a occidente di Leignitz, Daun inviò le truppe di von Laudon ad attraversare il Katzbach a est di Liegnitz per tagliare la via di ritirata dei prussiani mentre il maresciallo stesso varcava il fiume nell'area di Dohnau più a ovest per poi muovere frontalmente sul campo prussiano, con una forza secondaria affidata al generale Franz Moritz von Lacy che dirigeva su Liegnitz da nord per completare l'accerchiamento dell'accampamento nemico; l'intenzione di Daun era fondamentalmente quella di schiacciare i prussiani contro la riva occidentale del fiume Schwartzwasser (un affluente del Katzbach che scorre poco a est di Liegnitz), accerchiandoli e prendendo prigioniero il monarca nemico.
I prussiani si affrettarono però ad attraversare il Schwartzwasser con una veloce marcia notturna, attestandosi sul terreno elevato subito a oriente del fiume. Le forze di von Laudon avevano completato nel frattempo l'attraversamento del Katzbach, e alle prime luci del 15 agosto erano in marcia verso ovest lungo la strada che conduceva a Liegnitz parallelamente al corso del fiume; Daun era invece ancora impegnato nell'attraversamento del fiume a Dohnau, mentre la forza di von Lacy si trovava nei pressi di Arnsdorf più a nord. Gli ussari prussiani dell'avanguardia al comando del maggiore Hundt, intenti a pattugliare la strada verso occidente che il grosso dell'armata avrebbe percorso di lì a poco, furono i primi a imbattersi negli austriaci di von Laudon, recando subito la notizia a Federico; una grossa porzione dell'armata fu posta agli ordini del generale Hans Joachim von Zieten e schierata lungo lo Schwartzwasser con fronte a ovest per bloccare qualsiasi attacco da parte dell'armata di Daun, mentre Federico conduceva il resto dei prussiani a est per affrontare von Laudon.

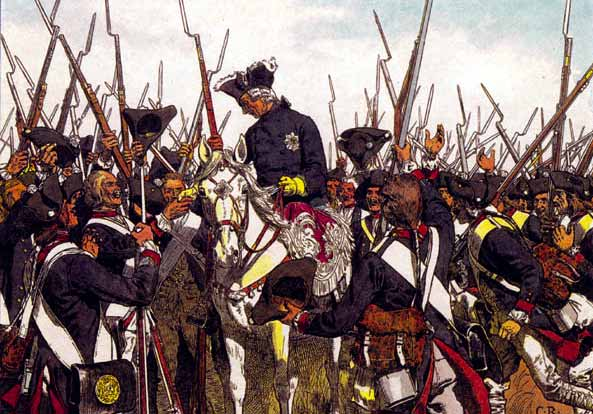
Federico II è acclamato al termine della battaglia dai soldati del 3º Reggimento fanteria, distintosi nello scontro; quadro di Carl Röchling del XIX secolo

Federico schierò la sua fanteria sui due lati della collina di Reh-Berg, sulla cui sommità piazzò una batteria d'artiglieria, mentre la cavalleria si raggruppava sulla sinistra davanti al villaggio di Humeln; i prussiani avevano da poco assunto questo schieramento quando la cavalleria austriaca dell'ala destra di von Laudon lanciò un attacco contro la sinistra di Federico nelle vicinanze del villaggio di Humeln: la carica dei cavalieri austriaci mise in rotta gli ussari e i dragoni prussiani qui schierati, ma fu bloccata dalla decisa resistenza del 3º Reggimento di fanteria Alt-Bernberg e a sua volta controcaricata e respinta dai corazzieri prussiani. Sull'ala sinistra di von Laudon, a contatto con la riva del Katzbach, la fanteria austriaca assaltò la collina di Reh-Berg, ma il disciplinato fuoco della fanteria e dell'artiglieria prussiana bloccò l'attacco; un selvaggio contrattacco dei prussiani cacciò dalla collina gli austriaci e li ributtò indietro fino al villaggio di Panten; la cavalleria austriaca approfittò dell'occasione per caricare la fanteria prussiana lanciata in avanti e infliggerle dure perdite, ma von Laudon aveva ormai deciso di sganciarsi e l'intera forza austriaca riattraversò il Katzbach in buon ordine.
Il grosso dell'armata di Daun era rimasto estraneo allo scontro, essendo ancora intento a varcare il Katzbach a Donhau e a schierarsi con troppa lentezza per il progettato attacco all'accampamento prussiano, che fu trovato ormai vuoto; le forze di von Lacy più a nord avevano mosso in direzione dello Schwartzwasser, ma i suoi tentativi di varcare il corso d'acqua furono efficacemente respinti dalle forze prussiane di Zieten. Con la via verso ovest sgombrata dal ripiegamento di von Laudon a sud del Katzbach, Federico poté quindi riprendere la sua marcia indisturbato ponendo fine allo scontro.

## Conseguenze
La battaglia di Liegnitz era costata ai prussiani la perdita di 3 394 uomini tra morti e feriti; molto più pesanti furono le perdite riportate dalle forze austriache, che lamentarono 8 500 tra morti, feriti e prigionieri oltre alla perdita di 80 cannoni. L'azione in sé non si era trattata più di una "fuga in avanti" delle forze di Federico per sottrarsi all'accerchiamento degli austriaci di Daun, ma fu un toccasana per il morale dei prussiani che ottennero una chiara vittoria dopo un periodo di ripetuti rovesci militari; quando la notizia della vittoria prussiana a Liegnitz le raggiunse, le forze russe che avevano varcato l'Oder si affrettarono a riattraversarlo per evitare di dover affrontare il corpo centrale dell'armata di Federico, e la minaccia di un'offensiva congiunta austro-russa su Breslavia fu sventata.
Dopo lo scontro Daun diresse la sua armata nella Slesia meridionale, e i due contendenti rimasero a manovrare e contromanovrare nella regione fino alla fine dell'anno, quando Daun e Federico si affrontarono il 3 novembre nella sanguinosa battaglia di Torgau: benché conclusasi con una nuova vittoria prussiana, la battaglia decise poco in termini strategici e lasciò la Sassonia in mano agli austriaci. I due contendenti si ritirarono quindi nei quartieri invernali in attesa della ripresa dei combattimenti con la bella stagione.